# Harriet Iragi
Harriet Iragi Gurrutxaga es un terrorista que, encuadrado en el comando Andalucía de Euskadi Ta Askatasuna (ETA), fue autor material del asesinato de Luis Portero García y participó también en el de José María Martín Carpena y en el de Antonio Muñoz Cariñanos. Fue condenado a un total de 128 años de cárcel.

## Biografía
El 15 de julio de 2000, como parte del comando Andalucía, Iragi participó en el asesinato de José María Martín Carpena, concejal del Partido Popular en el Ayuntamiento de Málaga, al que le descerrajaron seis disparos cuando viajaba en coche oficial con su esposa y su hija. También estuvo implicado en el asesinato de Antonio Muñoz Cariñanos, médico, piloto de aviones militares y coronel del Ejército del Aire, y en el de Luis Portero García, fiscal jefe del Tribunal Superior de Justicia de Andalucía, Ceuta y Melilla. Solana e Iragi fueron detenidos en Sevilla tras el asesinato de Muñoz Cariñanos.
Las operaciones del comando, que Iragi integraba con Jon Igor Solana, no se limitaron a aquellos asesinatos: reunieron información sobre objetivos en Valencia, se trasladaron en varias ocasiones a Francia para recibir armas y explosivos de manos de Francisco Javier García Gaztelu, Txapote, y planearon el secuestro de un empresario de Sevilla.
El Ministerio del Interior, en su balance del año 2000, describió así la operación que había dado pie a la desarticulación del comando Andalucía:

Efectivos del Cuerpo Nacional de Policía lograron detener a los miembros del comando Andalucía, Jon Igor Solana y Harriet Iragi, después de que hubieran asesinado en Sevilla al Coronel Médico Antonio Muñoz Cariñanos.

Jon Igor Solana fue detenido pocos minutos después del crimen, mientras que Iragi fue capturado poco después de la una de la madrugada en el barrio de la Macarena. La descripción facilitada por los testigos del asesinato permitió localizarles, sólo 15 minutos después, junto a la sede del Parlamento andaluz. La patrulla que les identificó formaba parte del dispositivo montado pocas fechas antes para prevenir acciones terroristas. Los etarras no atendieron el alto que les dieron los agentes y se inició una persecución a pie que concluyó en un tiroteo. Uno de los etarras se entregó, mientras el otro, que resultó herido en un hombro, se dio a la fuga. Se refugió en un edificio en construcción donde se halló un jersey manchado de sangre. Horas después, la Policía logró capturarle. Para detener a éste, las Fuerzas de Seguridad desplegaron un amplio dispositivo en torno a la barriada de la Macarena. Cuando fue localizado, Iragi gritó que estaba herido, que no portaba armas y se entregó. La Policía halló un piso en el que se alojaban los terroristas, que se ubicaba en el bloque 5 de la calle Playa de Marbella, en la Plaza de Punta Umbría. También fueron descubiertos otros dos pisos que los etarras habían utilizado con anterioridad. También se localizaron cuatro pisos en Granada y Málaga.

Además, la Policía averiguó que los dos terroristas habían estado en Paterna con el fin de colocar un coche-bomba en el ferry Valencia-Ibiza. Sin embargo, el vehículo se averió y fue localizado por la Guardia Civil en la provincia de Huesca.
Lucha contra el terrorismo de ETA en España, por el Ministerio del Interior

En octubre de 2000, la investigación concluyó que Iragi había sido el autor material de los disparos contra Portero, mientras que achacaba los que acabaron con la vida de Martín Carpena y Muñoz Cariñanos a su compañero de comando, Solana. Teresa Palacios, jueza de la Audiencia Nacional, decretó entonces su ingreso en prisión. Ante el juez, los integrantes del comando admitieron también que el 19 de julio de 2000 habían intentado asesinar con una bomba lapa a José Luis Asenjo, por entonces secretario provincial del Partido Socialista Obrero Español en Málaga. Fueron condenados a 44 años de cárcel cada uno por este intento. Iragi fue condenado a un total de 128 años de cárcel.
Durante el juicio, el juez Guillermo Ruiz Polanco aseguró que Iragi había proferido contra él amenazas de muerte y respondió con las siguientes palabras: «Si yo no fuera juez y usted no estuviera esposado, le daría dos hostias». La Audiencia Nacional le abrió al juez un expediente disciplinario, mientras que el fiscal solicitó cuatro años de cárcel para Iragi por las amenazas y este fue condenado finalmente a treinta meses. Interno en la prisión de Córdoba, hirió en una pelea a dos funcionarios a los que denunció por malos tratos.
En marzo de 2021, el Ministerio del Interior comunicó que sería trasladado desde la prisión de Castellón II a la cárcel de Logroño. La decisión no contó con el respaldo de la junta de tratamiento de la prisión castellonense.